# Albero (araldica)
In araldica l'albero è rappresentato abitualmente terrazzato, cioè con le radici nascoste; nel caso opposto, ovvero in cui esse sono visibili, è detto sradicato.
Simboleggia la concordia, perché i vari rami giungono tutti allo stesso tronco. Quando è secco, invece, simboleggia malinconia, impresa non riuscita. L'albero è stata spesso assunto nello stemma da chi aveva facilmente vinto un'imboscata ben progettata.
Quando le foglie sono disegnate individualmente se ne dovrebbe blasonare il numero.
Per indicare una particolare specie si usa rappresentarlo con le foglie o i fiori caratteristici.

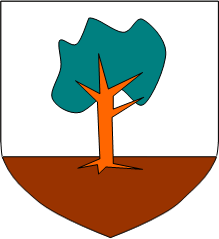
D'argento, all'albero terrazzato, il tutto al naturale

## L'albero nelle religioni
Presso molte civiltà, in vari luoghi ed epoche, l'albero ha assunto particolari valenze religiose in quanto simbolo di un Cosmo vivente che si rigenera senza interruzione. Si possono individuare le seguenti simbologie religiose:
- il complesso pietra-albero-altare, che forma un microcosmo effettivo negli strati più antichi della vita religiosa (Australia, Cina, Indocina, India, Fenicia - Egeo);
- l'albero-immagine del Cosmo (India, Mesopotamia, Scandinavia), ecc.;
- l'albero-teofania cosmica (Mesopotamia, India, Egeo);
- l'albero-simbolo della vita, della fecondità inesauribile,  dell'assoluta realtà; in relazione con la Grande Dea o col simbolismo acquatico; identificato con la fonte dell'immortalità (Albero della Vita), ecc.;
- l'albero-centro del mondo e sostegno dell'Universo (presso i popoli degli Altaj, gli Scandinavi, ecc.);
- relazioni mistiche fra alberi e uomini (alberi antropogeni; l'albero come ricettacolo delle anime degli antenati; matrimonio degli alberi; presenza dell'albero nelle cerimonie di iniziazione, ecc.);
- l'albero-simbolo della resurrezione della vegetazione, della primavera e della rigenerazione dell'anno (ad esempio "l'albero di maggio", ecc.);
- l'albero-abitazione della divinità;
- l'Albero della conoscenza (ad esempio nel Libro della Genesi nella Bibbia).[2][3][4]

L'albero è dunque oggetto di un culto molto diffuso in varie parti del mondo ed in varie epoche. 
Il dio sumero della vegetazione Dumuzi era venerato come albero della vita. La dea egiziana Hathor era rappresentata sotto forma di un albero che porge cibo e bevanda all'abitatore del sepolcro o al suo membro-anima. La mitologia greca narra del giardino delle Esperidi, il cui albero con le sue mele d'oro dona l'immortalità agli dei. E dallo stormire delle querce sacre a Zeus a Dodona si credeva di percepire la voce del dio. Nelle leggende scandinave il frassino Yggdrasil ha un ruolo demiurgico.
Artemide è la dea del cedro e del nocciolo. Attis si identifica con un pino. Adone esce da un albero di mirra. Mitra possiede degli alberi sacri, l'olivo è l'albero di Atena ed è posto sotto a sua sorveglianza. Nella religione vedica dell'India l'Ashvattha incorpora la sacralità dell'universo in rigenerazioni continue: "Noi invochiamo, Agni, gli alberi, le piante, e i vegetali, Indra, Brhaspati, Surya, che ci liberino dall'angoscia" (Atharva Veda, 6). E in altri passi dei Veda l'albero è invocato come un dio.
Nel Vecchio Testamento l'Albero è immagine della società: il Faraone è paragonato ad un cedro del Libano (Libro di Ezechiele, 31,8-10), mentre il re babilonese Nabucodonosor interpella il profeta Daniele su un sogno in cui è presente un albero che raggiunge il cielo (Libro di Daniele, 4). In Ezechiele (17,24) sta scritto: "Tutti gli alberi dei campi sanno che sono io, Jahvé, che umilia l'albero alto e che innalza l'albero basso; fa seccare l'albero verde e rinverdisce l'albero secco. Io, Jahvé, ho detto e fatto". Nel Libro dei Proverbi l'albero della vita diventa simbolo della sapienza divina (3,18). Nei Salmi (1,3) il giusto è "come un albero piantato lungo i corsi d'acqua, che darà frutti a suo tempo, e le sue foglie non cadranno mai". Nel Cantico dei Cantici (2,3) lo sposo è paragonato ad un albero: "Alla sua ombra, cui anelo, mi siedo, e dolce è il suo frutto al mio palato". L'albero è pure simbolo di risurrezione: "Anche quando è tagliato e al suolo muore il suo tronco" (Libro di Giobbe, 14,7). 
Nel Nuovo Testamento gli alberi fruttuosi e sterili sono un'allegoria degli uomini buoni o cattivi: "Ogni albero che non produce frutti buoni viene tagliato e gettato nel fuoco" (Vangelo di Matteo, 3,10). E Gesù usa l'immagine del fico sterile (Vangelo di Luca, 13,).